# Jasna Ptujec
Jasna Ptujec (Zagreb, 19 de janeiro de 1959) é uma ex-handebolista profissional iugoslava, campeã olímpica.
Jasna Ptujec fez parte da geração medalha de ouro em Los Angeles 1984.